# Bill Nye the Science Guy

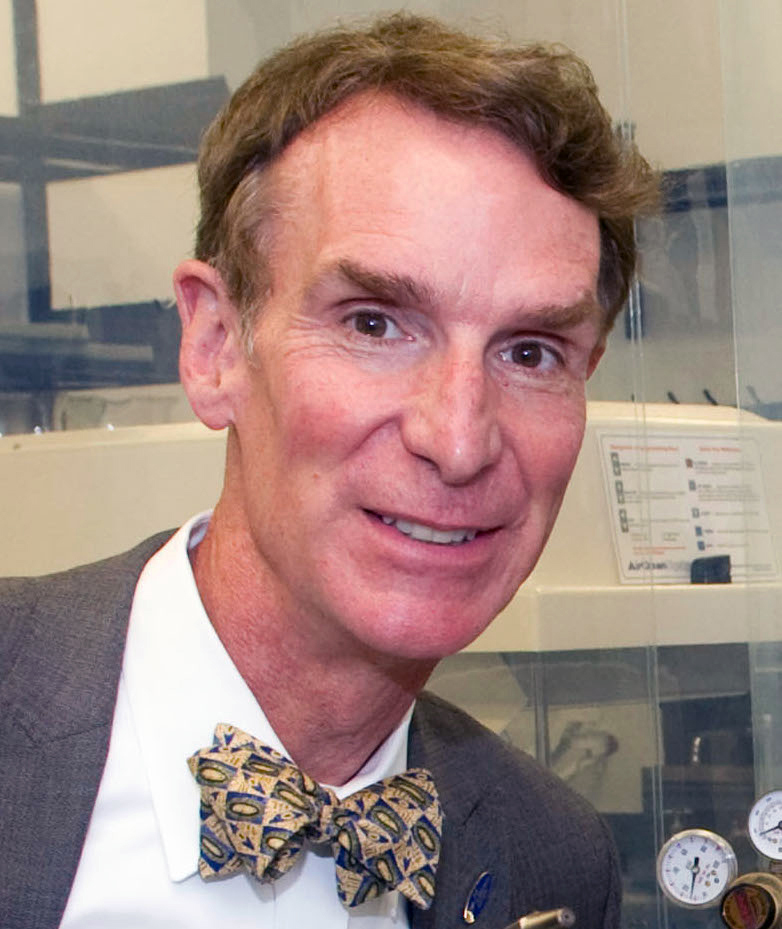
Bill Nye, cientista, comediante, apresentador, ator e escritor

Bill Nye, the Science Guy (Eureka, no Brasil) é um programa educacional de televisão que foi ao ar de 10 de setembro de 1993 a 20 de junho de 1998, apresentado por William "Bill" Nye e produzido pela Buena Vista Television. O programa foi ao ar na PBS Kids nos EUA e também foi distribuído para emissoras locais do país. O personagem e apresentador do programa era interpretado por Bill Nye, que fazia um cientista alto e magro vestindo um jaleco azul e uma gravata borboleta.
No Brasil foi exibido brevemente pela Rede Globo com o título "Eureka" na metade dos anos 90.
Cada um dos 100 episódios tem como objetivo ensinar um tópico específico em ciência para audiência pré-adolescente. O programa é frequentemente utilizado nas escolas como um meio de educação, e ainda vai ao ar em algumas estações PBS por este motivo.
"Bill Nye the Science Guy" foi criado pelo comediante Ross Shafer baseado nos sketches do programa Almost Live! da KING-TV,e foi produzido pela Disney Productions Educacional e KCTS-TV de Seattle.

## Conteúdo
O programa durou quase o mesmo tempo Beakman's World (O Mundo de Beakman) e abordava quase os mesmos temas. Mas Antes deste programa, Bill Nye já havia trabalhado ao lado de Christopher Lloyd na animação De Volta para o Futuro, onde Nye junto com Doutor Brown demonstravam diversas experiências, semelhante ao seu programa, e isto foi antes de O Mundo de Beakman existir.